# Линия грёз
«Линия грёз» — роман российского писателя-фантаста Сергея Лукьяненко, первая часть одноимённого цикла. Роман был написан в 1995 году и впервые опубликован издательством «Локид» в 1996 году в серии «Современная российская фантастика». Вместе с романом «Императоры иллюзий» и повестью «Тени снов» входит в цикл «Линия грёз».
Действие происходит во вселенной по мотивам стратегии «Master of Orion». Владелец технологии бессмертия нанимает профессионального телохранителя Кея Дача для доставки своего сына на отдаленную планету. За секретами, которые может знать мальчик, ведется охота на самом высоком уровне. С трудом выполнив поставленную задачу, главный герой понимает, что в результате его действий лучшая часть человечества может покинуть эту Вселенную.
В 1996 году роман был отмечен премией «Меч Руматы», одной из жанровых премий «Странник», за лучшее произведение в жанре героико-романтической и приключенческой фантастики.

## Сюжет
Профессиональный телохранитель Кей Дач, более известный как Кей Альтос, был убит на планете Каилис 13-летним Томми Арано. Кей являлся пользователем аТана — технологии, позволяющей воскрешать людей, — но не заплатил за очередное воскрешение. Однако его воскрешает сам Кертис Ван Кертис, владелец технологии, и нанимает для сопровождения своего сына Артура в путешествии на отдалённую планету Грааль. Кей и Артур должны путешествовать под видом торговцев Кея и Артура Овальдов. Изабелла Каль и Луис Номачи из Службы Имперской Безопасности планеты Инцедиоса раскрывают их и начинают преследование.
На планете Таури Кей узнаёт от Артура, что тот на самом деле не сын, а клон Кертиса, и что до этого он безуспешно пытался достичь Грааля уже 36 раз. Артур погибал, после чего воскресал на Терре и начинал путешествие снова. На Таури Артур был захвачен отрядом Изабеллы Каль, доставлен на военную базу и подвергнут жестоким пыткам с целью выпытать у него тайну технологии аТан, но он был создан невосприимчивым к боли и пыткам. В это время Кей находит Томми Арано, копию Артура, которого лишили памяти и оставили жить на отдалённой планете, чтобы он не достиг Грааля. Телохранитель собирается подменить Артура на Томми, но в итоге при поддержке мафии ему удается бежать с обоими мальчиками.
На орбите Грааля преследователи снова догоняют их, но Кей взрывает свой корабль. Он, Томми и Артур погибли и были воскрешены в местном отделении аТана. На планете Кей узнал от Артура о цели их путешествия. Много лет назад Кертис Ван Кертис открыл эту планету. На ней он столкнулся с Богом, который предложил Кертису пройти Линией грёз и создать свой собственный мир. Кертис попросил время на размышление и получил аТан, который дал ему возможность вечно обдумывать свои мечты. Теперь Кертис решил прибыть на Грааль, чтобы получить Линию грёз для каждого человека, который будет в состоянии заплатить за неё. Считая, что теперь лучшая часть человечества уйдёт в миры своей мечты, Кей пытается убить появившегося на Граале Кертиса. Но тот бессмертен в этом месте и вместе с Артуром отправляется за Линией грёз. Томми возвращается к Кею, и вместе они покидают планету.

## Создание и издания

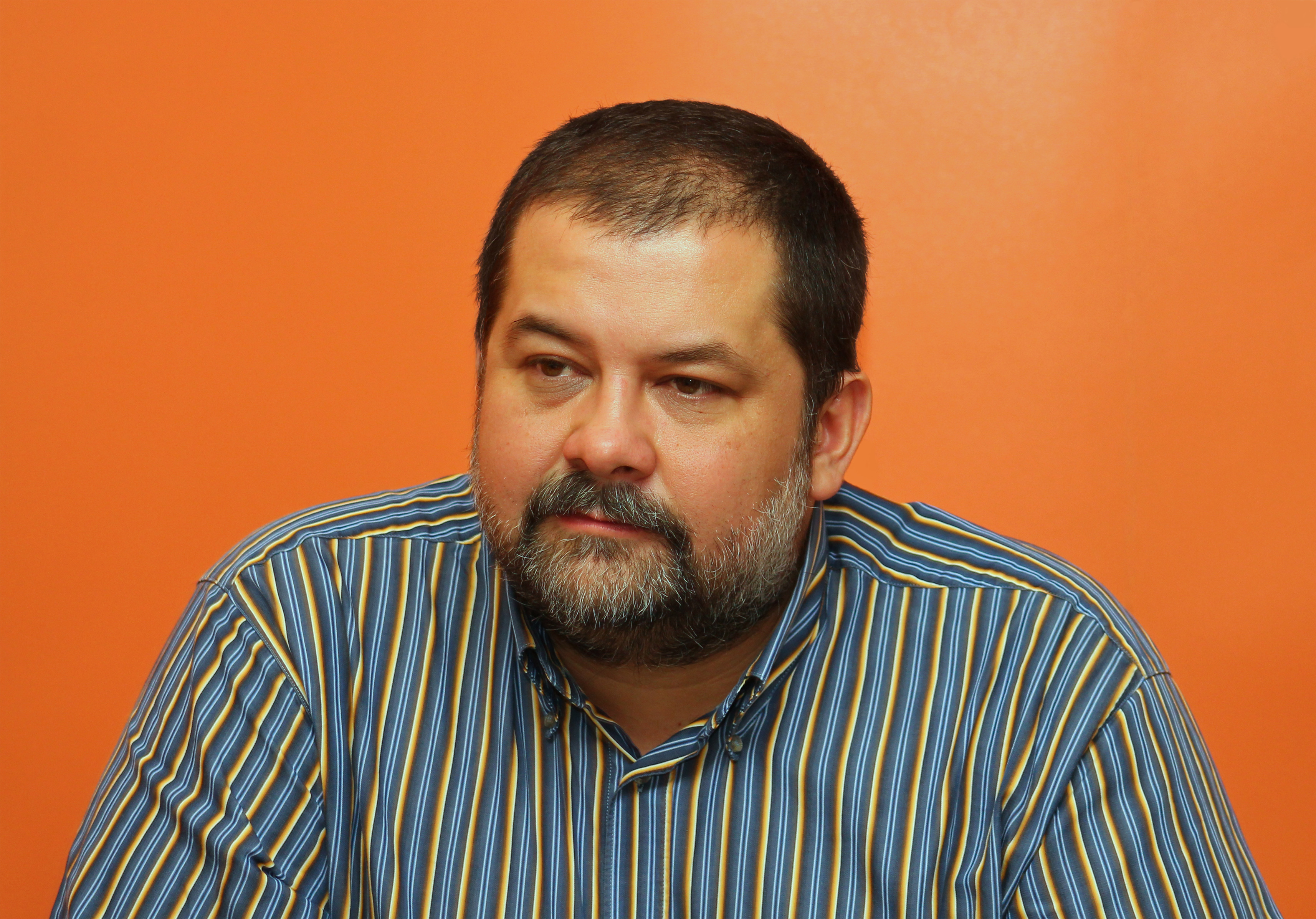
Сергей Лукьяненко

Во многом вселенная романа создана по мотивам популярной компьютерной игры в жанре пошаговой космической стратегии «Master of Orion», вышедшей в 1993 году. В период написания книги Лукьяненко с увлечением играл в эту игру — «жил в ней», по собственным словам. У писателя был творческий кризис, несколько месяцев не шла работа, а за игрой Лукьяненко представлял какие-то образы и сюжет. Мир «Master of Orion» был «ясен и правилен, прост и логичен», он «был полноценной жизнью — цинично упрощенной, и тем привлекательной». Попавший под влияние маниакальной идеи, Лукьяненко «сделал то единственное, что может сделать писатель» в подобном случае, — написал роман.
По словам писателя, толчком к созданию романа послужила случайная сцена — «дети, которые сновали на перекрестке и „мыли“ окна машин». Лукьяненко вообразил себе космопорт, в котором могли бы оказаться такие же дети. Автор попробовал связать эту сценку с игрой «Master of Orion». Роман захватил автора не меньше, чем игра до этого. Несложный сюжет игры был явно недостаточен для книги, поэтому из игры были взяты в основном названия рас и часть названий планет, а самостоятельный сюжет романа «Линия грёз» отличает его от простой новеллизации.
Для романа были придуманы «не слишком-то положительный» главный герой и сцена его смерти, с которой начинается книга. На типаж героя в значительной мере повлиял роман «Контракт на Фараоне» американского писателя-фантаста Рэя Олдриджа. Первой была напечатана строка: «Больше всего Кэй Дач не любил детей», после чего начал создаваться образ главного героя и формироваться мир. К концу первой главы сложились картинка вселенной и интрига будущей книги.
| Год  | Издательство               | Место издания | Серия                             | Тираж        | Примечание                                  | Источник |
| ---- | -------------------------- | ------------- | --------------------------------- | ------------ | ------------------------------------------- | -------- |
| 1996 | Локид                      | Москва        | Современная российская фантастика | 16000        | Романы из цикла «Линия грёз».               | [ 6 ]    |
| 1998 | АСТ                        | Москва        | Звездный лабиринт                 | 4000+5000    | Первый роман дилогии «Линия грёз».          | [ 7 ]    |
| 2000 | АСТ                        | Москва        | Звездный лабиринт                 | 5000 + 62000 | Первый роман дилогии «Линия грёз».          | [ 8 ]    |
| 2002 | АСТ                        | Москва        | Звездный лабиринт: коллекция      | 10000        | Два романа из цикла «Линия грёз».           | [ 9 ]    |
| 2004 | АСТ, Люкс                  | Москва        | Библиотека фантастики             | 5000         | Цикл «Линия грёз» в одном томе.             | [ 10 ]   |
| 2004 | АСТ, Люкс                  | Москва        | Библиотека мировой фантастики     | 3000         | Цикл «Линия грёз» в одном томе.             | [ 11 ]   |
| 2006 | АСТ                        | Москва        | Звездный лабиринт: коллекция      | 10000        | Два романа и повесть из цикла «Линия грёз». | [ 12 ]   |
| 2007 | АСТ, АСТ Москва, Хранитель | Москва        | Чёрная серия (танковая щель)      | 15000+10000  | Первый роман дилогии «Линия грёз».          | [ 13 ]   |
| 2012 | АСТ, Астрель               | Москва        | Звёздный лабиринт 3               | 3000         | Первый роман дилогии «Линия грёз».          | [ 14 ]   |
| 2014 | АСТ                        | Москва        | Весь Сергей Лукьяненко            | 3000         | Трилогия «Линия грёз» в одном томе.         | [ 15 ]   |

| Год  | Название             | Издательство | Место издания | Язык       | Переводчик             | Источник |
| ---- | -------------------- | ------------ | ------------- | ---------- | ---------------------- | -------- |
| 2001 | Linia marzeń         | Amber        | Варшава       | Польский   | Э. Скурская            | [ 16 ]   |
| 2004 | Линията на бляновете | ИнфоДар      | София         | Болгарский | В. Велчев              | [ 17 ]   |
| 2005 | Hranice snů          | Triton       | Прага         | Чешский    | П. Вайгель, Э. Бужкова | [ 18 ]   |

## Критика и оценки
Лаборатория Фантастики

 Goodreads

 LibraryThing

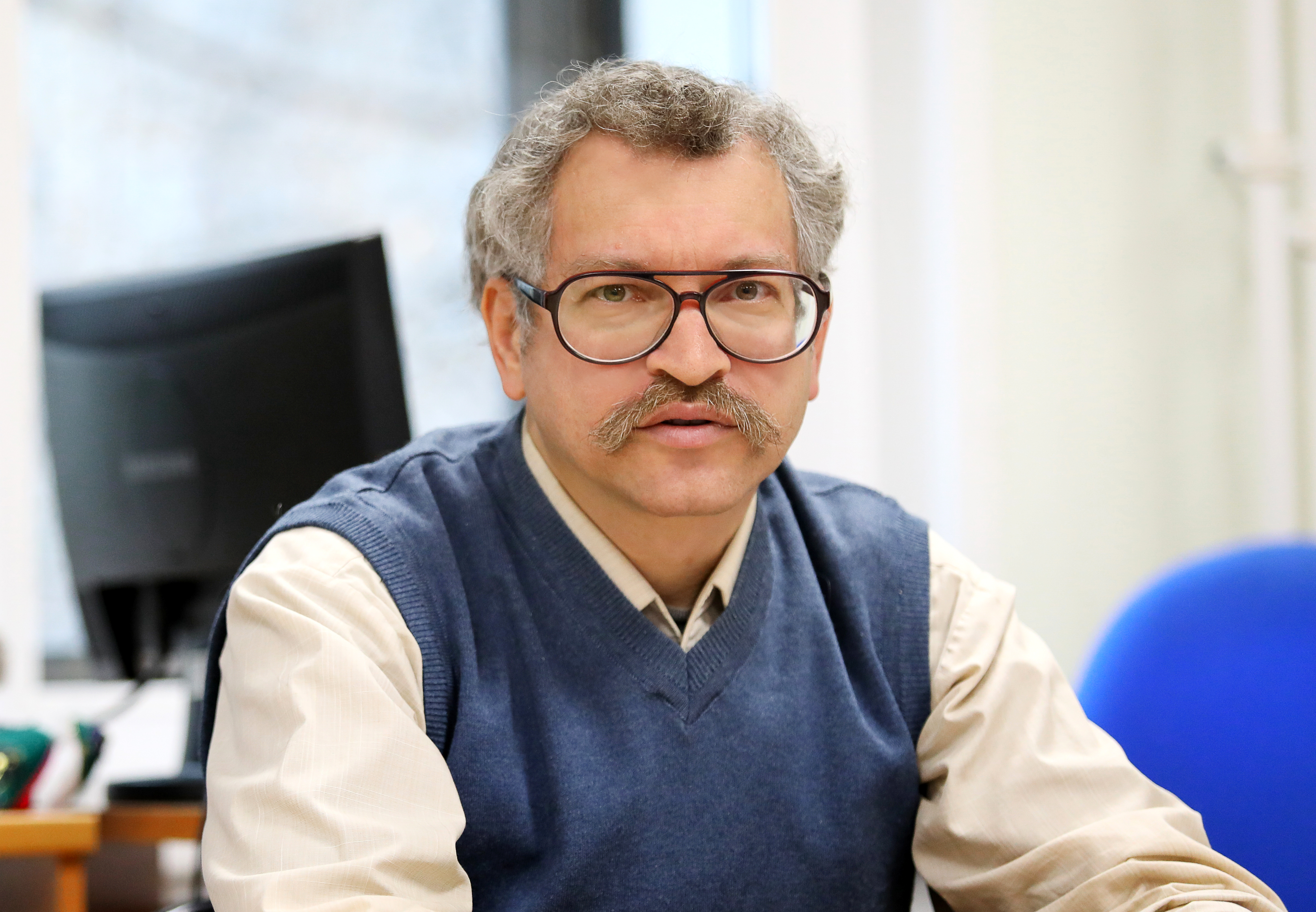
Виталий Каплан

По мнению литературного критика Виталия Каплана, роман представляет собой хорошую фантастику с захватывающим сюжетом, прогнозами будущего и человеческой психологией. В своем творчестве, как считает Марков, Лукьяненко не хочет вписываться в «крапивинскую систему координат». Стремясь сознательно истребить сходство с Крапивиным, писатель привносит пародийные мотивы, неожиданные темы и сцены с участием подростков, в частности убийцы-ребёнка Томми.
Олег Добров в журнале «Если» отмечает интриги и приключения «в лучших традициях американской боевой фантастики». Профессионально созданная остросюжетность относится к несомненным достоинствам произведения. Тем не менее, из-за того, что в основе романа лежит компьютерная игра, в его композиции присутствует некоторая линейность, из-за чего он похож на «беллетризованное приложение к компьютерной игре». Польский критик Павел Плюта отмечает подобающие космоопере многочисленные бои и поединки, разнообразие планет — от сплошного яблоневого сада до обработанной биотерминатором пустыни — и специфичные для мира со множеством разумных рас проблемы, такие как невозможность есть курятину в присутствии инопланетянина, происходящего от птиц, или превращение невинного поздравления одной расы в оскорбление и провокацию, если оно обращено к другой. Плюта обращает внимание на перекличку образов Лукьяненко и других писателей-фантастов: «совершенно лемовскими» критику представляются описанные временные парадоксы, а идея аТана напоминает ему одновременно сохранение сценария из компьютерных игр и бесконечные возрождения персонажей «Мира реки» Фармера.
Одной из тем произведения, интересующей писателя прежде всего, стала дружба взрослого с ребёнком. Главный герой, Кей Альтос, изначально не любивший детей, сумел подружиться сначала с Артуром, а потом с Томми. На протяжении всего романа ненавязчиво проскакивает элемент пародии на подход детского писателя Владислава Крапивина к этой проблеме. Так в романе присутствует намек на самого Крапивина: «…Воспитателем нашего блока „джи“ был хороший человек. Разносторонняя личность, автор детских сериалов, которые шли по телесети Альтоса. Не садист, и не извращенец, которые очень любят такую работу. Он искренне считал, что детей надо защищать от взрослых. Он всегда говорил о дружбе и доброте… и, наверное, не мог понять, почему его дружные воспитанники не любят маленького Кея. Для него я оставался ребёнком с трогательно тощей шеей…», а также различных персонажей его произведений, например Генриетту Глебовну из «Лоцмана» или тётушку Эмму из «Корабликов». По мнению Виталия Каплана, пародируется явно не идея защиты детей от взрослых, а возможно, само мироощущение, в котором ребёнок всегда представляется добрее и светлее, чем взрослые.
Другой важной темой романа является тема бога. Дмитрий Байкалов в «литературном портрете» Лукьяненко высказывает мнение, что за приключениями Кея Дача и его спутников, внешне напоминающими обычный квест, на самом деле скрыто богоискательство. Поэтому пустыня вместо Бога в финале придает некоторый философский оттенок. Виталий Каплан рассматривает тему бога с другой стороны. Писателю тот понадобился исключительно в утилитарных целях для поддержания логики сюжета, чтобы обосновать возникновение аТана и Линии грёз. После этого роль бога подошла к концу. Бог у Лукьяненко предстает перед читателем скучающим, дарящим для разнообразия первому встречному сначала технологию бессмертия, а потом и Линию грёз, совершенно не заботясь к чему это может привести. По мнению Каплана, такой бог больше напоминает сатану, а бессмертие, позволяющее неограниченно продлевать земную жизнь, умножает в людях зло и закрывает дорогу к вечной жизни.
Тот же вопрос возникает и относительно Линии грёз — технологии, позволяющей создать свой собственный мир, предназначенный именно для тебя. По мнению Каплана, невозможно проверить реальность созданного мира, который может оказаться иллюзией, аналогом наркотика слега у Стругацких в романе «Хищные вещи века», а кроме того, данная технологий духовно вредна. Позже в другой дилогии в жанре космической фантастики «Звёзды — холодные игрушки» Лукьяненко описывает Врата, которые переносят человека в такой мир, в котором ему больше всего хотелось бы оказаться. Технология Тени напоминает Линию грёз с тем отличием, что миры не создаются, а выбираются из имеющихся. При этом во время переноса Врата копируют человеческую личность, сохраняют её, даря бессмертие. Таким образом, согласно формулировке Каплана, «Линия грёз + аТан = Тень».
В 1996 году роман был отмечен премией «Меч Руматы», одной из жанровых премий «Странник», за лучшее произведение в жанре героико-романтической и приключенческой фантастики. В 1997 году роман номинировался на премии «Интерпресскон» и «Бронзовая улитка» в номинации «Крупная форма».

## Адаптации
В интервью в 2006 году Лукьяненко признался, что хотел бы, чтобы в первую очередь экранизировали именно романы «Линия грёз» и «Императоры иллюзий».

### Аудиокнига
В 2006 году издательство «Аудиокнига», входящее в холдинг «Издательская группа АСТ», записало аудиокнигу по роману. Аудиокнига продолжительностью 11 часов 41 минуту вышла на двух CD-дисках в серии «Наша фантастика». Запись представляет собой монолог с музыкальным сопровождением и звуковыми эффектами. Текст читает Александр Кокшаров.

### Компьютерная игра
В 2005 году компания «Deep Games» из Уфы начала работу над RPG/MMORPG по мотивам книг «Линия грёз» и «Императоры иллюзий». Игра с видом от третьего лица под рабочим названием «Императоры иллюзий» планировалась к выпуску весной следующего года. Разработчики обещали добавить все жанровые возможности, такие как развитие характеристик персонажа, зарабатывание опыта. Лукьяненко попробовал играть в демоверсию игры и отозвался о ней положительно. По словам Лукьяненко, игра полностью соответствует сюжету книги и содержит «все положенные эпизоды». Тем не менее у игроков оставалась возможность поступить по-своему, не повторяя поступки Кея Альтоса. Также были анонсированы «собственный движок, хорошая лицевая анимация, озвучка профессионалами». В продаже игра должна была появиться весной 2006 года. Однако к январю 2007 года была представлена только демоверсия продолжительностью 15 секунд.